# 笛安
笛安（1983年8月2日—），原名李笛安，生于山西省太原市，中国当代作家。她的父亲是曾经获得赵树理文学奖、法国文学与艺术骑士勋章的著名作家李锐，母亲为山西省作家协会会长、知名作家蒋韵。

## 求学经历
2001年毕业于太原五中，同年考入山西大学历史系历史学专业。2002年赴法国留学，2006年获巴黎第四大学（今索邦大学）社会学学士学位，2009年获巴黎社会科学高等学院社会学硕士学位。

## 创作生涯
处女作《姐姐的丛林》在2003年第6期《收获》杂志上发表。此后，陆续发表长篇小说《告别天堂》、《芙蓉如面柳如眉》、《西决》、《东霓》。短篇小说《圆寂》获小说选刊首届“中国小说双年奖”，并入选中国小说学会2008年度优秀小说排行榜。中篇小说《莉莉》获“北京文学·中篇小说月报优秀作品奖”及2007年首届“西湖·中国新锐”文学提名奖。长篇小说《告别天堂》获第三届中国女性文学奖。 2010年2月8日，笛安凭借出版于2009年度的《西决》，获得“华语文学传媒大奖”最具潜力新人奖。

## 主要作品

### 长篇小说
- 2005年 《告别天堂》（春风文艺出版社）
- 2006年 《芙蓉如面柳如眉》（春风文艺出版社）
- 2009年 《西决》（长江文艺出版社）
- 2010年 《东霓》（长江文艺出版社）
- 2012年 《南音》上、下（长江文艺出版社）
- 2019年 《景恒街》（北京十月文藝出版社）

### 中短篇小说
- 《姐姐的丛林》
- 《莉莉》
- 《怀念小龙女》
- 《圆寂》
- 《宇宙》
- 《广陵》
- 《歌姬》
- 《塞纳河不结冰》
- 《光辉岁月》
- 《南极城传》
- 《威廉姆斯之墓》
- 《西出阳关》

### 散文作品
- 《残羹夜宴》
- 《卡比莉亚》
- 《平流层的小樱桃》
- 《致我亲爱的小女孩》
- 《我的缤纷与宁静》
- 《灰姑娘的南瓜车》
- 《城里的月亮》
- 《请你保佑我》
- 《你是我的眼》
- 《曼佐先生》
- 《永远的studio》
- 《晚安，陌生人》
- 《白票》
- 《她有一个岛》
- 《那是我的好时光》